# ハイネ・イーレクスン
ハイネ・モーウンスン・イーレクスン（デンマーク語: Heine Mogensen Eriksen、1963年11月22日 - ）は、デンマークのハンドボールのコーチ。
2005年にはラナスHKのコーチを務め、2017年からはオーフス・ユナイテッドのコーチを務めている。
デンマークハンドボール連盟では2001年よりコーチを務めており、ハンドボールデンマーク女子ジュニア代表のヘッドコーチを務め、2018年のハンドボールジュニア世界選手権（U-20）大会に出場している。